# Pellaea × glaciogena
Pellaea × glaciogena là một loài dương xỉ trong họ Pteridaceae. Loài này được W.H. Wagner, Pray & A.R. Sm. mô tả khoa học đầu tiên năm 1983.